# 21715 Palaniappan
21715 Palaniappan este un asteroid din centura principală de asteroizi.

## Descriere
21715 Palaniappan este un asteroid din centura principală de asteroizi. A fost descoperit pe 8 septembrie 1999 la Socorro, New Mexico, în cadrul proiectului LINEAR. Asteroidul prezintă o orbită caracterizată de o semiaxă mare de 2,26 ua, o excentricitate de 0,07 și o înclinație de 7,6° în raport cu ecliptica.